# Carcassonne (gioco)
Carcassonne è un gioco da tavolo alla tedesca basato su tessere, progettato da Klaus-Jürgen Wrede e pubblicato nel 2000 da Hans im Glück; il gioco ha ricevuto il premio Spiel des Jahres nel 2001.
Il gioco consiste nel creare un paesaggio medievale posizionando e accostando tra loro vari tipi di tessere, che rappresentano una parte di città, un tratto di strada, un campo, o altri tipi di paesaggio, a seconda della versione del gioco o delle espansioni disponibili. Completando quindi più città, strade, fiumi, ecc. attraverso tali tessere, i giocatori accumulano i punti necessari a vincere la partita.

## Descrizione

Rappresentazione delle tessere della scatola base, più quelle della mini espansione Il fiume

Si gioca in 2-5 giocatori (6 con l'espansione Locande e cattedrali, 8 con le ultime Big Box). Il tabellone, costituito di tessere quadrate, rappresenta un paesaggio medioevale e viene costruito dai giocatori stessi un pezzo alla volta. All'inizio del gioco, una singola tessera (chiamata tessera iniziale) è posizionata sul tavolo, scoperta; le altre tessere (72 nella versione base del gioco) sono posizionate coperte e mischiate. Ciascuna di tali tessere rappresenta un frammento di paesaggio, e può contenere uno o più dei seguenti elementi:
- tratti di strada, inclusi incroci e curve
- aree cittadine racchiuse da mura
- campi che circondano le città e accolgono le strade
- un monastero

A turno, i giocatori estraggono una tessera coperta dal mucchio e la posizionano scoperta sul tavolo, in contatto con le tessere già piazzate attraverso uno o più lati (non di spigolo). La nuova tessera deve essere posizionata in modo coerente con le altre, in modo da proseguire eventuali strade, campi, o mura già presenti.

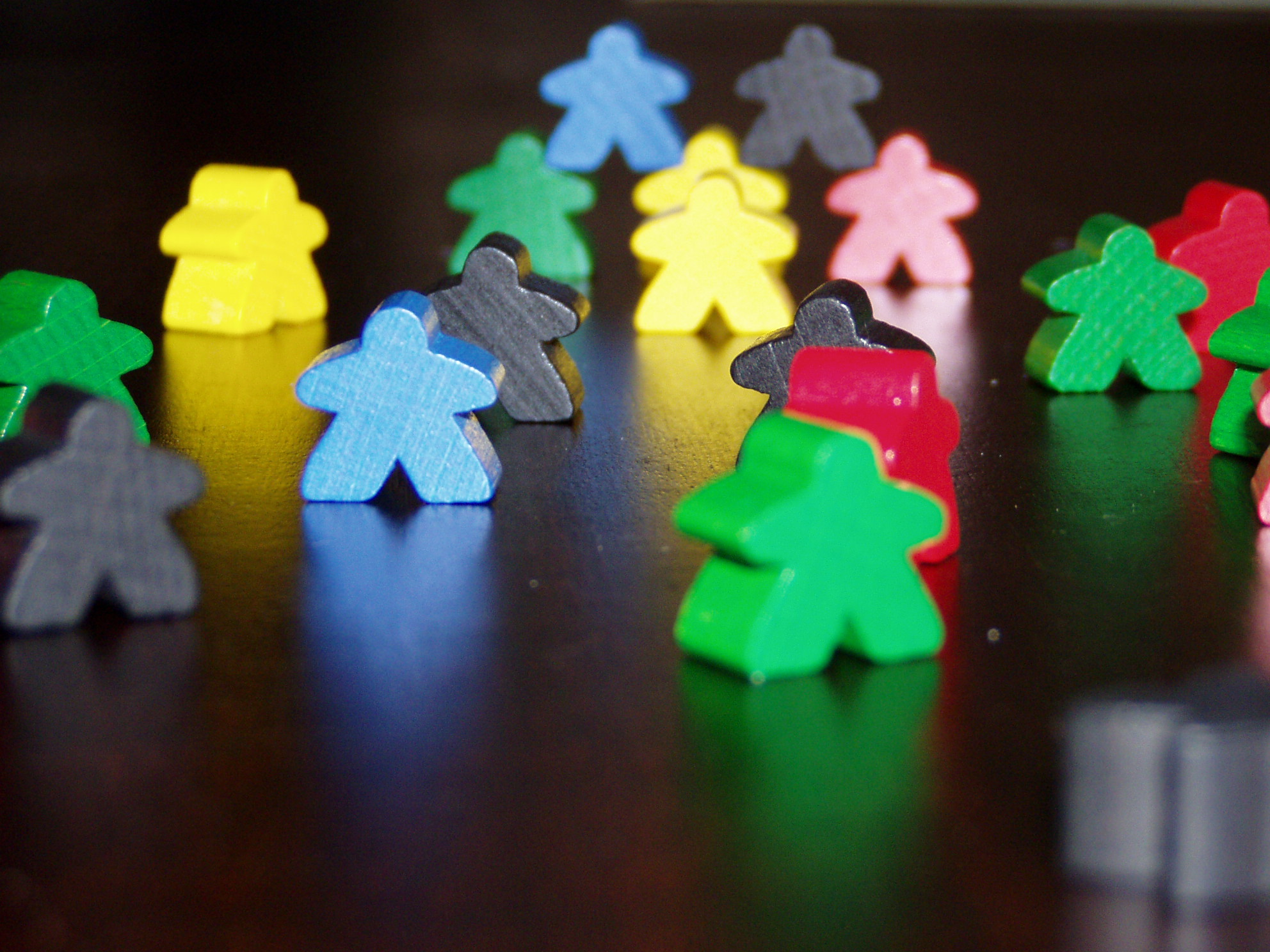
Seguaci (detti anche Meeples)

Dopo aver posizionato la tessera, il giocatore può decidere di piazzare una pedina detta seguace su di essa (solo sulla nuova tessera). Il seguace reclama la proprietà di un elemento di terreno (una strada, un campo, una città o un monastero) e non può essere piazzato su un elemento già reclamato da un altro seguace. Ciononostante, è possibile che un elemento (strada, città o campo ma non il monastero) sia reclamato da due o più seguaci, se tratti inizialmente separati (e sui quali siano stati piazzati dei seguaci) vengono uniti successivamente. Il seguace assume un ruolo diverso in funzione dell'elemento su cui viene collocato: "ladro" sulla strada, "cavaliere" sulla città, "monaco" sul monastero, "contadino" sul campo.
Mentre i contadini rimangono sulla tessera fino alla fine della partita, gli altri tre tipi di seguaci possono essere rimossi e riutilizzati qualora l'elemento associato venga completato e non sia più espandibile. Una strada è completata se entrambe le estremità terminano in incroci, città o monasteri; una città è completata se le sue mura formano una figura chiusa; un monastero è completato se è circondato da 8 tessere in tutte le direzioni. Un elemento reclamato da più seguaci porta punti al giocatore che possiede più seguaci su quell'elemento (o a più giocatori nel caso di parità). Il punteggio aumenta con la lunghezza delle strade e con le dimensioni delle città ed in relazione ad alcuni elementi speciali (alcune aree cittadine possiedono uno scudo e valgono il doppio), contenuti soprattutto nelle espansioni. I punti relativi agli elementi rimasti incompleti verranno attribuiti al termine della partita.
Il gioco termina con il piazzamento dell'ultima tessera; vince il giocatore che ha totalizzato più punti.

### Calcolo del punteggio
Esistono tre versioni di Carcassonne, che differiscono soltanto di poco per quanto riguarda il calcolo dei punti. Le regole della prima edizione sono incluse nella versione inglese di Carcassonne, mentre quelle della terza edizione sono incluse in quella tedesca. Non vi sono piani in merito all'introduzione delle regole della terza edizione nella versione inglese per ragioni di collaudo.
Le strade complete e quelle incomplete attribuiscono lo stesso numero di punti: uno per ogni tessera che compone la strada. Analogamente, i monasteri forniscono un punto per ognuna delle tessere adiacenti, oltre a quella del monastero stesso, fino ad un massimo di 9 punti. Nella prima e nella seconda edizione del gioco, le città "chiuse" composte da solo 2 tessere realizzano 2 punti, mentre le città chiuse più grandi realizzano un punteggio doppio rispetto al numero delle tessere. Questa regola è stata omessa nella terza edizione, dove anche le città di 2 tessere realizzano 2 punti per tessera (4 in totale). In tutte le versioni, gli scudi forniscono un punto aggiuntivo, che viene raddoppiato se la città è chiusa. Le città incomplete al termine della partita, realizzano un punto per tessera e uno per scudo. L'edizione importata in Italia comprendente l'espansione Il fiume è la seconda, ma niente impedisce di giocare secondo le regole della terza.
| Elemento  | Al completamento                                                     | Al completamento                                                     | Al completamento                                                     | Al termine della partita                                             |
| Elemento  | Edizione                                                             | Due tessere                                                          | Più tessere                                                          | Al termine della partita                                             |
| --------- | -------------------------------------------------------------------- | -------------------------------------------------------------------- | -------------------------------------------------------------------- | -------------------------------------------------------------------- |
| Città     | 1ª e 2ª                                                              | 1 punto per tessera + 1 punto per scudo                              | 2 punti per tessera + 2 punti per scudo                              | 1 punto per tessera + 1 punto per scudo                              |
| Città     | 3ª                                                                   | 2 punti per tessera + 2 punti per scudo                              | 2 punti per tessera + 2 punti per scudo                              | 1 punto per tessera + 1 punto per scudo                              |
| Strada    | 1 punto per tessera                                                  | 1 punto per tessera                                                  | 1 punto per tessera                                                  | 1 punto per tessera                                                  |
| Monastero | 1 punto + 1 punto per ognuna delle otto tessere adiacenti possibili. | 1 punto + 1 punto per ognuna delle otto tessere adiacenti possibili. | 1 punto + 1 punto per ognuna delle otto tessere adiacenti possibili. | 1 punto + 1 punto per ognuna delle otto tessere adiacenti possibili. |
| Campo     | Non conteggiato.                                                     | Non conteggiato.                                                     | Non conteggiato.                                                     | 3 punti per ogni città completa confinante col campo.                |
I punti relativi ai campi costituiscono la principale differenza fra le tre edizioni di Carcassonne. I campi vengono conteggiati soltanto al termine della partita e i punti che realizzano dipendono dalle città completate raggiunte dai campi. Nella prima edizione, i giocatori con il maggior numero di seguaci adiacenti a una città ricevono quattro punti. Di conseguenza, seguaci appartenenti a campi diversi possono contribuire ai punti dati da una città e quelli su un unico campo ai punti dati da varie città. La seconda edizione considera ogni singolo campo separatamente: per ogni campo, il giocatore col maggior numero di seguaci su di esso totalizza tre punti per ogni città adiacente e ogni città verrà contata una sola volta in totale. La terza edizione semplifica ulteriormente questa questione, permettendo di contare più volte la stessa città, e pertanto rende il conteggio dei punti dei campi ancor più simile a quello degli altri elementi.

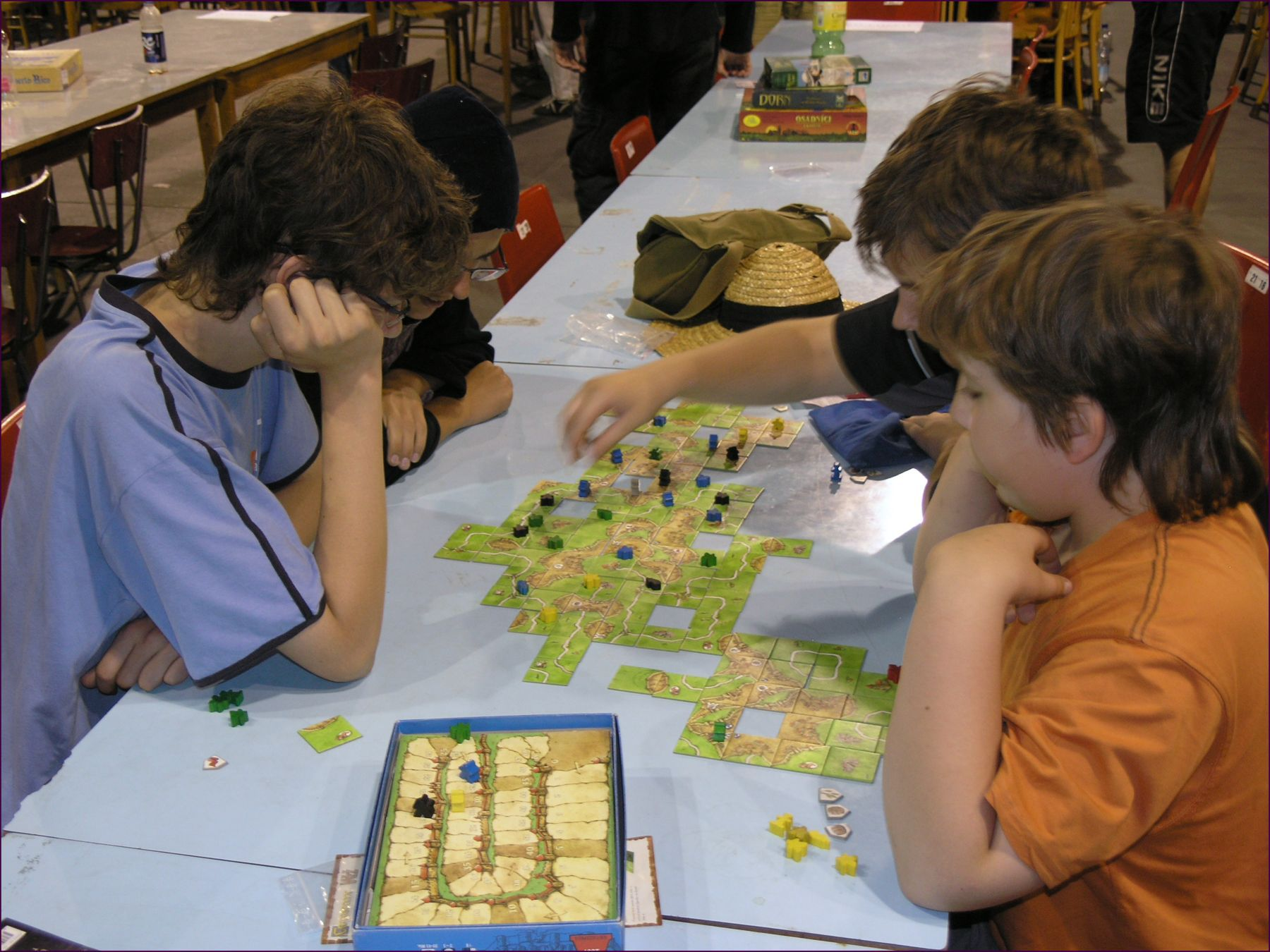
Giovani giocatori di Carcassonne

## Contenuto della scatola

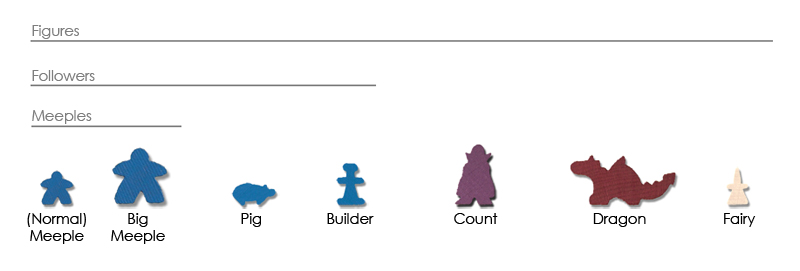
I vari tipi di segnalini usati in Carcassonne: un seguace, un seguace "leader", un maiale, un costruttore, il Conte,il drago, la fata

La scatola base di Carcassonne del 2000 contiene:
- 72 Tessere paesaggio
- 1 Tabella punteggio fino a 50
- 40 seguaci in legno di 5 colori
- Istruzioni su 4 facciate

## Espansioni e varianti
Il notevole successo di pubblico di Carcassonne ha portato alla realizzazione di numerose edizioni, espansioni e mini-espansioni:

### Il fiume (2001)
Pubblicata originariamente come espansione gratuita dalla Rio Grande Games nei negozi di giochi americani ed oggi inclusa nella versione base e chiamata espansione 0: Il fiume 1 sui cataloghi. Invece di iniziare da una tessera fissa, viene formato inizialmente un fiume con delle tessere speciali, cui vengono aggiunte le tessere normali dopo il completamento del fiume. L'espansione le cui istruzioni sono scritte sul gioco base è composta da 12 Tessere fiume.

### Locande e Cattedrali (2002)
Conosciuta inizialmente solo come L'espansione e ora chiamata espansione 1 sui cataloghi. La confezione contiene:
- 18 nuove tessere paesaggio con nuove forme
- 8 seguaci rosa per un sesto giocatore.
- 6 seguaci grandi leader che hanno valore di due seguaci nei conflitti, cioè nei casi in cui più seguaci condividono lo stesso elemento.
- 6 tessere locande sul lago - posizionate lungo le strade, ne raddoppiano il valore (2 punti per tessera) ma solo se le strade vengono chiuse, altrimenti il valore è zero. Se la stessa strada possiede più locande, il valore non aumenta ulteriormente
- 2 tessere cattedrali - posizionate all'interno delle città, fanno realizzare 3 punti per tessera invece di 2 se la città viene chiusa, ma azzerano il punteggio se non viene chiusa. Se la stessa città possiede più cattedrali, il valore non aumenta ulteriormente.
- 6 tessere 50/100 punti per tenere traccia dei punti oltre i 50 (giri completi sul segnapunti)
- regole aggiuntive su due facciate

Le tessere dell'espansione presentano il simbolo del "seguace" che permette di distinguerle dalle tessere base.

### Commercianti e Costruttori (2003)
Conosciuta come espansione 2 sui cataloghi, la confezione contiene:
- 4 nuove tessere paesaggio con nuove forme
- 9 tessere con paesaggio e botte di vino
- 6 tessere con paesaggio e spighe di grano
- 5 tessere con paesaggio e tessuti
- 20 gettoni merci, di cui 9 con botte di vino, 6 con spighe di grano e 5 con il tessuto. Alcune nuove tessere paesaggio rappresentano aree cittadine con una merce di tipo vino, grano o tessuto. Quando un giocatore completa una città, guadagna un gettone dello stesso tipo per ognuna delle merci presenti nella città, anche se la città appartiene ad un altro giocatore (cui saranno attribuiti i punti della città secondo le regole base). Alla fine della partita, saranno attribuiti 10 punti ai giocatori che possiedono il maggior numero di gettoni per ogni tipo di merce (30 punti in palio). I giocatori a pari merito guadagnano entrambi 10 punti.
- 6 pedine Costruttore - posizionati su una strada o su una città che già appartiene ad un proprio seguace, permettono una seconda mossa consecutiva dopo che quella strada o città viene ampliata, questo una sola volta per posizionamento del costruttore stesso. Il costruttore rimane finché la strada o la città vengono completate e può essere riutilizzato.
- 6 pedine Maiale - posizionati in un campo che già appartiene ad un proprio contadino, realizza 4 punti invece di 3 per ogni città chiusa raggiunta dal campo.
- 1 sacchetto di stoffa per contenere ed estrarre alla cieca le tessere paesaggio
- 1 Libretto delle regole aggiuntive

Le tessere dell'espansione presentano il simbolo di "maiale" che permette di distinguerle dalle tessere base.

### La principessa e il drago (2005)
Conosciuta come espansione 3 sui cataloghi, la confezione contiene:
- 1 pedina drago - inizialmente rimane fuori dal gioco finché non viene estratta una tessera vulcano.
- 6 tessere vulcano - oltre al vulcano, contengono vari elementi normali ma non permettono l'aggiunta di seguaci. Viceversa, bisogna collocare sulla tessera la nuova pedina drago, indipendentemente dalla sua precedente posizione.
- 12 tessere drago - contengono gli elementi normali e vengono usate secondo le regole standard. Possono essere giocate solo se il drago è già stato collocato su un vulcano: se nessuna tessera vulcano è stata estratta in precedenza, si dovrà mettere da parte la tessera drago e giocarne un'altra, in attesa di estrarre una tessera vulcano (in tale occasione, le tessere drago messe da parte vengono rimescolate a quelle ancora coperte). Dopo la collocazione della tessera ed eventualmente del seguace, il giocatore di turno muove la pedina drago in una tessera adiacente in direzione ortogonale (non in diagonale). In senso orario, altri 5 giocatori muovono il drago facendo attenzione a spostarlo sempre su una tessera nuova: il drago deve visitare 6 tessere diverse. Se i giocatori sono meno di 6, muoveranno comunque il drago 6 volte. Tutti i seguaci presenti sulle tessere visitate dal drago vengono restituiti al proprio giocatore, a meno che non siano accompagnati dalla fata (vedi dopo) e non segnano punti. Il drago può terminare i suoi spostamenti prima del sesto, nel caso finisca in un vicolo cieco. Nota: una delle tessere drago contiene un monastero all'interno di una città: il seguace può essere collocato in qualità di monaco (anche se la città appartiene già ad un altro giocatore) oppure di normale cavaliere.
- 1 pedina fata - inizialmente è al di fuori del gioco. Se il giocatore di turno non colloca nessun seguace sulla tessera nuova, può collocare la fata insieme ad un suo seguace già presente su una qualunque tessera ottenendo i seguenti vantaggi:
  - il drago non può visitare una tessera su cui è presente la fata (che quindi protegge il seguace).
  - se un giocatore conserva la fata fino al prossimo turno (nessun altro giocatore la sposta), guadagna un punto.
  - se un giocatore chiude una strada, città o monastero e rimuove un seguace che era in compagnia della fata, guadagna 3 punti aggiuntivi
- 6 tessere principessa - sono aree cittadine: se vengono aggiunte ad una città in cui sono presenti dei seguaci, il giocatore di turno deve rimuoverne uno a sua discrezione e restituirlo al suo giocatore. In tal caso non può aggiungere sulla nuova tessera un proprio seguace. Se invece viene cominciata una nuova città o viene ingrandita una città priva di seguaci, è possibile aggiungere il proprio sulla nuova tessera con la principessa.
- 6 tessere portale magico - contengono elementi normali e seguono le regole standard, con la differenza che il giocatore di turno può scegliere di collocare il proprio seguace anche su una qualunque tessera già presente sul terreno, purché la strada, città, monastero o campo non siano già chiusi ed occupati da altri seguaci.
- regole aggiuntive su due facciate

Le tessere dell'espansione presentano il simbolo della fata che permette di distinguerle dalle tessere base.

### La torre (2006)
Conosciuta come espansione 4 sui cataloghi, la confezione contiene:
- 18 tessere torre
- 30 elementi torre in legno, che possono essere aggiunte al posto dei seguaci ed incrementate in altezza ad ogni turno, mettendo tali elementi uno sull'altro

Le torri aggiungono dunque un elemento verticale nel gioco: messi tali elementi uno sull'altro, consentono al giocatore di far prigionieri i seguaci degli altri giocatori in direzione ortogonale fino per una distanza uguale alla loro altezza. I prigionieri possono essere scambiati con altri prigionieri o con 3 punti. La confezione comprende una comoda torre porta tessere in cartone, che può ospitare le tessere base più quelle delle espansioni precedenti, e regole aggiuntive su due facciate.
Le tessere dell'espansione presentano un simbolo di sito torre che permette di distinguerle dalle tessere base.

### Abbazie e Borgomastri (2007)
Conosciuta come espansione 5 sui cataloghi. Nuove possibilità per consolidare la propria influenza: le cittadine scelgono un proprio borgomastro, la chiesa costruisce abbazie e i contadini granai; grazie ai carri le merci arrivano alle città. La confezione contiene:
- 12 nuove tessere paesaggio generiche
- 6 tessere Abbazia
- 6 pedine Granaio
- 6 pedine Carro
- 6 pedine Borgomastro
- 1 Libretto delle regole aggiuntive

Le tessere dell'espansione presentano un simbolo di granaio che permette di distinguerle dalle tessere base.

### Il Conte, il Re, e l'Eretico (2007)
Conosciuta come espansione 6 sui cataloghi: in questa espansione sono riunite 4 mini espansioni: "Il Conte di Carcassonne", "Il Re e la Gilda dei Ladri", "l'Eretico" e il "Fiume II". La confezione contiene:
- 2 tessere per il Re e la Gilda dei Ladri
- 5 nuove tessere paesaggio generiche
- 5 tessere luoghi di culto per l'Eretico
- 12 tessere Il Fiume II
- 12 tessere città di Carcassonne con doppia cerchia di mura
- 1 pedina Conte in legno
- regole aggiuntive su quattro facciate

Le tessere delle espansioni presentano un simbolo corona che permette di distinguere le espansioni fra loro e dalle tessere base.

#### Le mini espansioni incluse nell'espansione 6
- 2003 Re e la Gilda dei Ladri: Alcune tessere aggiuntive e regole speciali sia per il Carcassone originale, sia per "Hunters and Gatherers" (vedi varianti). Il giocatore che costruisce la città più grossa diventa Re di Carcassonne e alla fine del gioco ottiene punti extra per ogni città completata; similmente il giocatore che costruisce la strada più lunga diventa Barone dei Predoni e riceve punti aggiuntivi per ogni strada completata.
- 2004 Il conte: Dodici nuove tessere che ritraggono la città di Carcassonne con doppia fila di mura, con un grande seguace che rappresenta il Conte. Le nuove tessere vengono piazzate prima dell'inizio del gioco e prima delle tessere delle espansioni Il fiume o Il fiume II. La città di Carcassonne viene divisa in quartieri, ognuno dei quali rappresenta uno dei tipi di strutture disponibili - città, strade, chiese e fattorie. Ogni volta che un giocatore completa una struttura che assegna punti a qualsiasi giocatore, può piazzare un seguace nel quartiere corrispondente e muovere il Conte in uno dei quattro quartieri. Quando una struttura qualunque viene completata i seguaci piazzati nei quartieri di Carcassonne possono "saltare" in quella struttura all'ultimo momento, eventualmente reclamando il valore di quella struttura per il proprio giocatore, invece di quello che la possedeva. Comunque la presenza del Conte in un determinato quartiere impedisce ai seguaci presenti in quel quartiere di essere spostati in questa maniera.
- 2005 Il fiume II: La regione di Carcassonne ospita un altro fiume. Come il primo, potrete utilizzare queste 12 tessere inedite, anziché le tessere base, per iniziare il gioco. Il fiume di questa espansione si biforca alla seconda tessera creando due rami per creare un paesaggio più vario. In più possono essere combinate con il primo fiume, per poi andare a creare un fiume ancora più lungo per una più complessa divisione dei poderi. Le relative tessere hanno delle caratteristiche di alcune espansioni, quali: "Locande e cattedrali", "Commercianti e costruttori" e "La principessa e il drago" e vanno ad arricchire maggiormente le varianti di gioco.

### La catapulta (2008)
Conosciuta come espansione 7 sui cataloghi, la catapulta porta un po' di scompiglio nel gioco lanciando proiettili. Il giocatore può scegliere l'utilizzo migliore dei differenti proiettili che movimentano molto la vita della regione di Carcassonne. La confezione contiene:
- 12 nuove tessere paesaggio con catapulta
- 1 Catapulta in legno
- 24 Proiettili per Catapulta
- 1 Righello
- 1 Libretto delle regole aggiuntive

Le tessere dell'espansione presentano un simbolo di catapulta che permette di distinguerle dalle tessere base.
Delle dieci espansioni principali, La catapulta è l'unica a non aver ricevuto una ripubblicazione per la seconda edizione di Carcassonne.

### Bazaar, Ponti e Castelli (2010)
Chiamata espansione 8 sui cataloghi, in tale edizione vengono introdotte tre nuove opzioni di gioco:
- Il ponte, che permette di continuare una strada interrotta scavalcando la tessera adiacente
- Il castello, che permette di incassare più punti se messo a cavallo di 2 tessere
- La tessera bazaar che permette di mettere all'asta le tessere in cambio di punti.

La confezione contiene:
- 12 Ponti in legno
- 12 tessere Castello
- 8 tessere Bazaar
- 4 nuove tessere paesaggio generiche
- regole aggiuntive su quattro facciate

Le tessere dell'espansione presentano il simbolo di un ponte che permette di distinguerle dalle tessere base.

### Pecore e colline (2014)
Chiamata espansione 9 sui cataloghi, la scatola del gioco contiene:
- 18 nuove tessere paesaggio, alcune delle quali rappresentanti un piccolo vigneto o una collinetta con una bandierina rossa,
- 16 tasselli circolari che riportano da 1 a 4 pecore,
- 2 tasselli circolari che riportano 1 lupo,
- 6 pedine “pastore”
- 1 sacchettino di stoffa bianca con il disegno di una pecora per la pesca dei tasselli circolari
- 1 regolamento

Ecco come funzionano le tre novità di questa espansione:
Pecore: Ogni qual volta viene piazzata una tessera paesaggio con un tratto di campo, in alternativa al normale piazzamento di un seguace, il giocatore di turno può piazzare un pastore sulla parte di campo della tessera stessa e pescare dalla sacca anche un tassello pecora per iniziare a formare il gregge. Nel prosieguo del gioco, ogni qual volta il campo dove è presente il pastore viene esteso dal giocatore che lo ha posizionato, il giocatore stesso può decidere di pescare un ulteriore tassello pecora e pertanto ingrandire il gregge o condurre le pecore all'ovile, riprendendo il pastore dal campo e conteggiando 1 punto per ogni pecora presente in quel gregge (i gettoni tornano in seguito nel sacchetto). Nel caso in cui viene pescato dal sacchetto un lupo, le pecore vengono sbranate, dunque il gregge azzerato.
Colline: Ogni qual volta viene pescata una tessera paesaggio con una collina, viene pescata anche un'altra tessera extra, coperta, che viene posta sotto quella della collina, che viene piazzata poi regolarmente. Qualora durante la partita due o più giocatori pareggino nel numero dei seguaci per il conteggio di un pezzo di paesaggio, lo spareggio viene vinto dal seguace eventualmente posto su un pezzo di paesaggio di una tessera riportante una collina.
Vigneti: Le tessere paesaggio con i vigneti vengono piazzate seguendo le normali regole, ma se collocate tra le otto tessere che circondano un monastero, danno 3 punti extra al possessore del monastero, in caso esso venga completato prima del termine del gioco.

### 7 mini-espansioni (2012)
Contenute in 6 mini scatole cubiche, aggiungono altre funzionalità e possibilità nell'economia della partita. 
1. Le Ali, le 8 tessere paesaggio di questa mini-espansione consentono di posizionare un proprio seguace come al solito oppure di lanciarlo in volo nella direzione della macchina volante disegnata sulla tessera stessa alla distanza massima di tre tessere (attraverso il lancio di un dado si determina la lunghezza del volo). Nella casella di arrivo il seguace può essere piazzato ovunque (eccetto i campi).
2. Il messaggero, contiene nove tessere dispaccio (che NON vanno mescolate alle altre) e 6 pedine "Donna" (uno per giocatore) che ad inizio partita sono posti sul tabellone segna punti. Ogni volta che si fanno punti si sceglie se muovere il seguace normale o la pedina "Donna": ogni volta che il segnapunti arriva esatto su uno spazio scuro (5-10-15-20-25, ecc) fa pescare al giocatore la prima tessera della pila dispacci. Ogni dispaccio consente un'azione speciale: calcolare i punti di una struttura ancora incompleta (strada, città, chiesa, ecc), ottenere punti in base alle aree occupate (ad esempio 2 punti per ogni scudo in città occupata dai propri omini), giocare un secondo turno, ecc. A fine partita i propri punti vittoria son dati dalla somma delle posizioni dei due segnapunti.
3. Il traghetto, le 9 tessere paesaggio raffigurano un laghetto con 3-4 pontili e delle strade che parton da essi. La mini confezione contiene 9 bastoncini bianchi. Ogni volta che viene piazzata una tessera laghetto, si piazza anche un bastoncino in modo da collegare 2 diversi pontili (corrisponde al tragitto del traghetto), unendo così le due strade come fossero una strada continua. Il piazzamento di ulteriori tessere che incrementano la strada che attraversa un laghetto consente di modificare i pontili collegati, determinando la chiusura/apertura di una nuova strada.
4. La miniera, ogni volta che si pesca una tessera paesaggio con il simbolo del lingotto si piazza un lingotto d'oro (nella scatola ce ne sono 16) sulla tessera pescata e un secondo lingotto su tutte le adiacenti esistenti. Al completamento di strade, città, campi, chiese, i lingotti (o il lingotto) contenuti sulle tessere dell'elemento completato vanno assegnati a chi ha la maggioranza (in caso di pareggio sono distribuiti) dell'elemento stesso appena chiuso. A fine partita i lingotti valgono punti extra a seconda di quanti conquistati durante la partita (1pt fino a 3 lingotti, 2pt fino a 6, 3pt fino a 9, 4 oltre 9 lingotti conquistati).
5. Il mago e la strega, contiene oltre alle tessere paesaggio due pedine speciali, una a forma di mago ed una a forma di strega. Ogni volta che si piazza una tessera di questa scatolina il giocatore può piazzare/spostare ovunque sul tabellone il mago o la strega. Quando viene conteggiato qualcosa su cui è presente anche un mago, ogni tessera vale un punto in più (una strada vale quindi 2 punti a settore, una città 3 punti a settore, ecc.), mentre se c'è la strega si deve dimezzare il totale dei punti.
6. Il brigante, contiene 6 briganti panciuti. Quando viene pescata e piazzata una delle tessere paesaggio con il simbolo del "brigante", il giocatore può poi piazzare il suo brigante sul segnapunti, accanto al segnalino di un altro giocatore. Quando quel giocatore fa punti, il giocatore che controlla il brigante sposta il proprio segnapunti avanti di metà del valore ottenuto dal giocatore, e poi rimuove il suo brigante.
7. I cerchi nel grano, ciascuna delle precedenti 6 mini-espansioni include una tessera paesaggio speciale raffigurante tre diversi agroglifi. Ogni volta che una tessera paesaggio con i cerchi nel grano viene piazzata termina il proprio turno normalmente; poi, deve scegliere un'azione che tutti i giocatori, in ordine di turno a partire dal giocatore alla sua sinistra, devono effettuare: (A) Schierare un proprio Seguace preso dalla riserva accanto ad un proprio Seguace già in gioco OPPURE (B) Rimuovere un proprio Seguace da una tessera Paesaggio e rimetterlo nella propria riserva. Il tipo di Cerchio nel grano determina il tipo di Seguace influenzato. Inoltre il giocatore può scegliere tra l'opzione A o B anche se non è in grado di svolgerla.

### Altre espansioni
- 2004 I Catari: Quattro nuove tessere che mostrano Catari rompere le mura cittadine utilizzate per ridurre il valore delle città. Questa espansione venne pubblicata dall'editore della rivista di giochi tedesca Spielbox ed è disponibile solo in tedesco.
- 2006 Big Box: - è un insieme di precedenti espansioni e comprende il gioco base, "Locande e cattedrali", "Commercianti e costruttori", "La principessa e il drago" e "La torre". La versione di Rio Grande Games (in inglese) comprende anche "Il fiume". Le tessere delle espansioni presentano un simbolo che permette di distinguere le espansioni fra loro e dalle tessere base.
- 2009 Der Tunnel: Mini-espansione di sole 4 tessere e altri tasselli aggiuntivi, edita da Spielbox. Introduce la possibilità di unire strade lontane sul tabellone per via di tunnel sotterranei. Le tessere dell'espansione presentano un simbolo pentagonale (che ricorda il simbolo del giornale Spielbox) che permette di distinguerle dalle tessere base o delle altre espansioni.
- 2010 Die Kornkreise: Mini-espansione di 6 tessere.
- 2010 Die Pest: Mini-espansione edita da Spielbox, contiene:
  - 6 nuove tessere Peste
  - 18 tasselli tondi Pulce
  - 6 tasselli quadrati Epidemia

La peste si diffonde per la città sotto forma di tasselli Pulce ed i meeple raggiunti tornano nella riserva del giocatore che li ha giocati. Il gioco viene movimentato dall'epidemia, sempre in trasformazione, e dalla possibilità di spostare i propri seguaci per farli fuggire dal contagio.
Le tessere dell'espansione presentano un simbolo pentagonale (che ricorda il simbolo del giornale Spielbox) che permette di distinguerle dalle tessere base o delle altre espansioni.

### Varianti

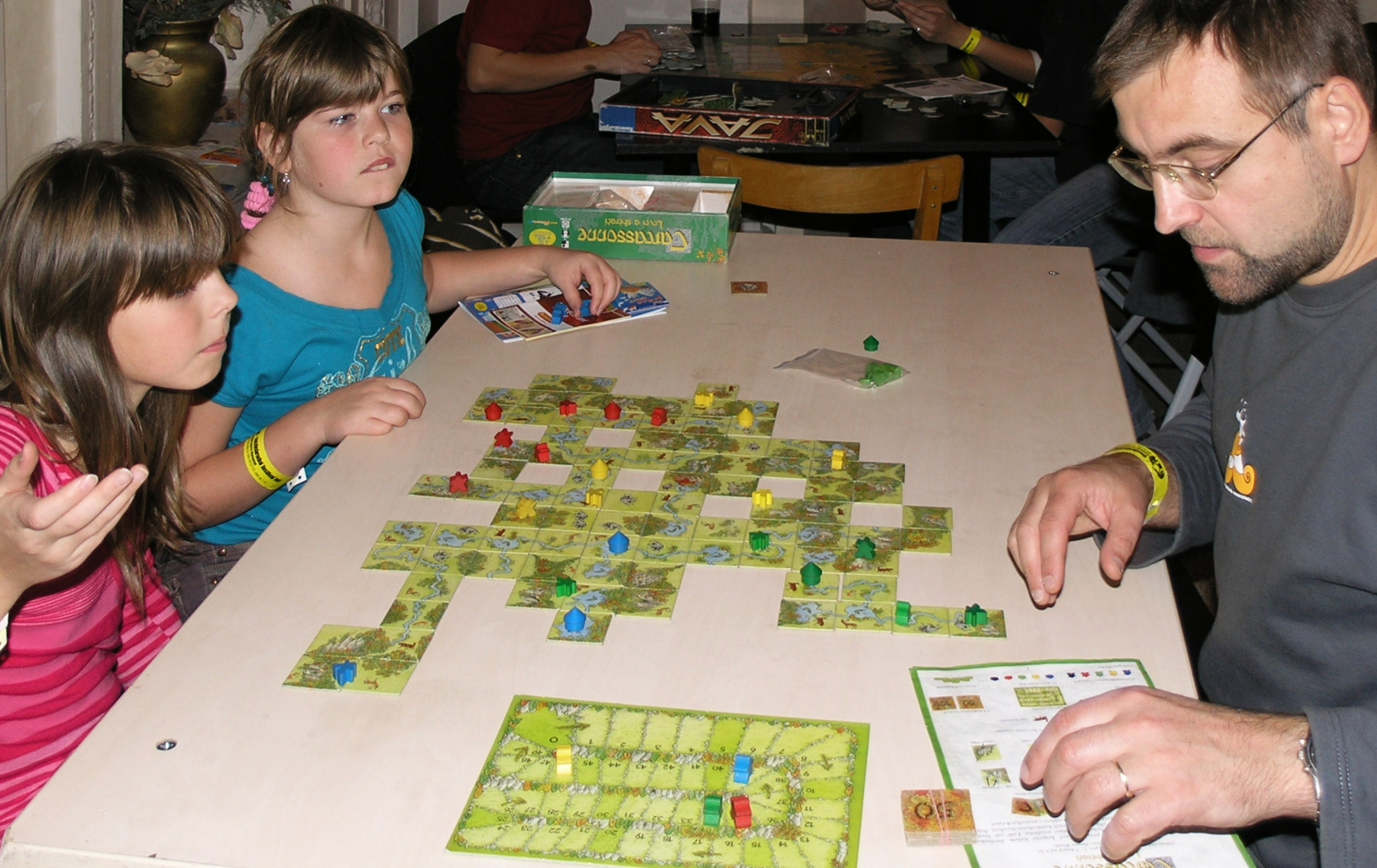
Una partita a Carcassonne: Hunters and Gatherers

Altri giochi sono stati realizzati sull'idea di Carcassonne. Non si tratta di espansioni, ma di riedizioni del gioco con ambientazioni diverse e piccole variazioni nelle regole:
- 2002 Carcassonne: Hunters and Gatherers
- 2003 The Ark of the Covenant
- 2003 Carcassonne: The Castle (progettato da Reiner Knizia)
- 2004 Carcassonne: The City
- 2005 Carcassonne: The Discovery
- 2015 Carcassonne: Star Wars

## Premi e riconoscimenti
- 2000 Meeples' Choice Award, Gioco dell'anno[1]
- 2001 Spiel Hit mit Freunden, Gioco dell'anno tra amici[2]
- 2001 Deutscher Spiele Preis, Gioco dell'anno[3]
- 2001 Spiel des Jahres, Gioco dell'anno[4]
- 2002 Årets Spel, Gioco dell'anno per famiglie[5]
- 2004 Vuoden Perhepeli, Gioco dell'anno

## Competizioni

### Campionato Mondiale di Carcassonne
Organizzato ogni anno dallo Spielezentrum si gioca nel mese di ottobre alla fiera di Essen.
| Edizione | Anno | Sede della finale | Manifestazione           | Campione del Mondo      | Secondo classificato    | Terzo classificato |
| -------- | ---- | ----------------- | ------------------------ | ----------------------- | ----------------------- | ------------------ |
| I        | 2006 | Essen             | Internationale Spieltage | Ralph Querfurth         | Michael Wischounig      | David Korejtko     |
| II       | 2007 | Essen             | Internationale Spieltage | Sebastian Trunz         | Wei-Chi Chen            | Janne Jaula        |
| III      | 2008 | Essen             | Internationale Spieltage | Ralph Querfurth         | Martin Mojzis           | Sebastian Trunz    |
| IV       | 2009 | Essen             | Internationale Spieltage | Ralph Querfurth         | Daniel Geromboux        | Matej Tabak        |
| V        | 2010 | Essen             | Internationale Spieltage | Ralph Querfurth         | Martin Mojzis           | Matej Tabak        |
| VI       | 2011 | Essen             | Internationale Spieltage | Els Bulten              | Shinnosuke Komukai      | Robert Mützner     |
| VII      | 2012 | Essen             | Internationale Spieltage | Martin Mojzis           | Stefan Leopoldseder     | Matej Tabak        |
| VIII     | 2013 | Essen             | Internationale Spieltage | Pantelis Litsardopoulos | Martin Mojzis           | Aleksejs Pegusevs  |
| IX       | 2014 | Essen             | Internationale Spieltage | Takafumi Mochiduki      | Pantelis Litsardopoulos | Matej Tabak        |
| X        | 2015 | Essen             | Internationale Spieltage | Pantelis Litsardopoulos | Takafumi Mochiduki      | Els Bulten         |
| XI       | 2016 | Essen             | Internationale Spieltage | Vladimir Kovalev        | Pantelis Litsardopoulos | Wannes Vansina     |
| XII      | 2017 | Essen             | Internationale Spieltage | Tomasz Preuss           | Pantelis Litsardopoulos | Davide Sandrin     |
| XIII     | 2018 | Essen             | Internationale Spieltage | Genro Fujimoto          | Marian Curcan           | Kolja Stratmann    |
| XIV      | 2019 | Essen             | Internationale Spieltage | Marian Curcan           | Ying Chien Chien        | Timofei Gretsenko  |
| XV       | 2021 | Essen             | Internationale Spieltage | Maciej Polak            | Melvin Quaresma         | Tomasz Preuss      |
| XVI      | 2022 | Essen             | Internationale Spieltage | Arpad Gere              | Min-Wei Chen            | Martin Mojzis      |
| XVII     | 2023 | Essen             | Internationale Spieltage | Matt Tucker             | Aleksejs Pegusevs       | Patrick Bekkenutte |
| XVIII    | 2024 | Essen             | Internationale Spieltage | Daniel Angelats         | Joszef Tihon            | Bogdan Curcan      |

### Campionato italiano di Carcassonne
Dal 2011 Al 2017 si occupò dell'organizzazione la Boardgame League, mentre dal 2018 in poi la gestione passa alla BIG - Board Italian Gamers,. Coinvolge ogni anno centinaia di giocatori da tutta Italia. Il giocatore che conquista il titolo di Campione italiano ha il diritto di partecipare al campionato mondiale di Essen. Di seguito l'elenco delle edizioni con i relativi vincitori.
| Edizione | Anno | Sede della finale | Manifestazione   | Campione d'Italia       | Secondo classificato | Terzo classificato  | Quarto classificato     |
| -------- | ---- | ----------------- | ---------------- | ----------------------- | -------------------- | ------------------- | ----------------------- |
| I        | 2006 | Trieste           | CarcasCon        | Antonio Cataldo         | Paolo Degioanni      | Gisella Battistin   |                         |
| II       | 2007 | Trieste           | CarcasCon        | Antonio Cataldo         | Marco Bonanni        | Antonio Valerio     |                         |
| III      | 2008 | Modena            | PLAY             | Fabrizio Nuzzaci        | Marco Bonanni        | ??                  |                         |
| IV       | 2009 | Settimo Torinese  | Settimo in gioco | Fabrizio Nuzzaci        | Antonio Valerio      | Danilo Orsini       |                         |
| V        | 2010 | Settimo Torinese  | Settimo in gioco | Antonio Cataldo         | Luciano Bertone      | Fabrizio Nuzzaci    |                         |
| VI       | 2011 | Settimo Torinese  | Settimo in gioco | Lorenzo Colasante       | Silvio Borla         | Fabrizio Nuzzaci    | Antonio Cataldo         |
| VII      | 2012 | Napoli            | GameCon          | Lorenzo Colasante       | Fabrizio Nuzzaci     | Stefano Guazzo      | Danilo Orsini           |
| VIII     | 2013 | Modena            | PLAY             | Antonio Cataldo         | Sandro Arnod         | Giuseppe Vario      | Antonio Valerio         |
| IX       | 2014 | Modena            | PLAY             | Andrea Mecci            | Marco Pozzi          | Antonio Cataldo     | Matteo Tonelli          |
| X        | 2015 | Modena            | PLAY             | Carlo Fumaroli          | Antonio Cataldo      | Leandro Iafolla     | Paolo Alberto Ballabeni |
| XI       | 2016 | Modena            | PLAY             | Antonio Cataldo         | Lorenzo Colasante    | Fabrizio Nuzzaci    | Matteo Tonelli          |
| XII      | 2017 | Modena            | PLAY             | Davide Sandrin          | Stefano Guazzo       | Lorenzo Colasante   | ?                       |
| XIII     | 2018 | Modena            | PLAY             | Antonio Cataldo         | Stefano Guazzo       | Claudia Pizzocheri  | Marco Braghin           |
| XIV      | 2019 | Modena            | PLAY             | Paolo Alberto Ballabeni | Luca Galati          | Giacomo Frassoldati | Simone Patrignani       |
| XV       | 2021 | Modena            | PLAY             | Giacomo Lonati          | Antonio Cataldo      | Simone Patrignani   | Paolo Alberto Ballabeni |
| XVI      | 2022 | Modena            | PLAY             | Gian Maria Masiero      | Antonio Cataldo      | Giuseppe Vario      | Stefano Guazzo          |
| XVII     | 2023 | Modena            | PLAY             | Giulio Tomao            | Gian Maria Masiero   | Giacomo Frassoldati | Stefano Guazzo          |
| XVIII    | 2024 | Modena            | PLAY             | Giulio Tomao            | Riccardo Pizzo       | Giacomo Frassoldati | Giacomo Lonati          |
| XIX      | 2025 | Bologna           | PLAY             | Giulio Tomao            | Diego Covizzi        | Francesca Baraldi   | Antonio Valerio         |

### Altre
La BrettspielWelt (che tra l'altro ospita partite di Carcassonne online), organizza la competizione "Mega-Carcassonne", per la partita giocata con più tessere. Il record è di 5517 tessere.